# الشمال (الخرج)
مركز الشمال هو مركزٌ إداري تابعٌ لمحافظة الخرج في منطقة الرياض ، ويصنف من فئة (ب) ورمزها 1033.